# Otiothops germaini
Otiothops germaini är en spindelart som beskrevs av Simon 1927. Otiothops germaini ingår i släktet Otiothops och familjen Palpimanidae. Inga underarter finns listade i Catalogue of Life.